# Thysanomeros ulateae
Thysanomeros ulateae là một loài bọ cánh cứng trong họ Chrysomelidae. Loài này được Flowers miêu tả khoa học năm 2003.